# Erithalis fruticosa
Erithalis fruticosa là một loài thực vật có hoa trong họ Thiến thảo. Loài này được L. mô tả khoa học đầu tiên năm 1759.

## Hình ảnh

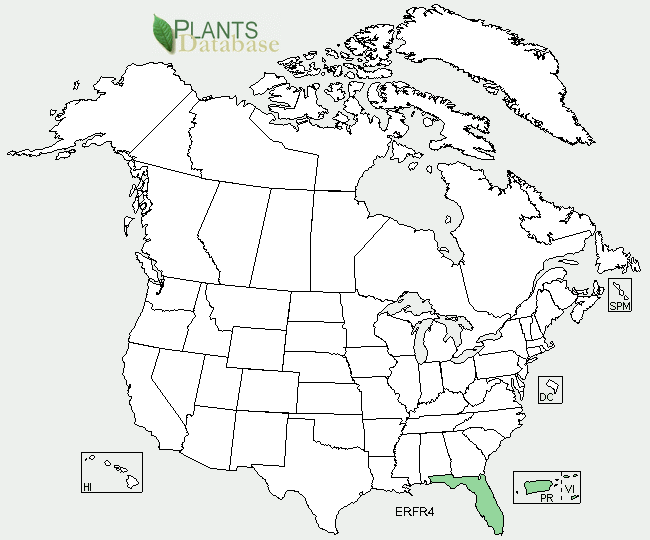
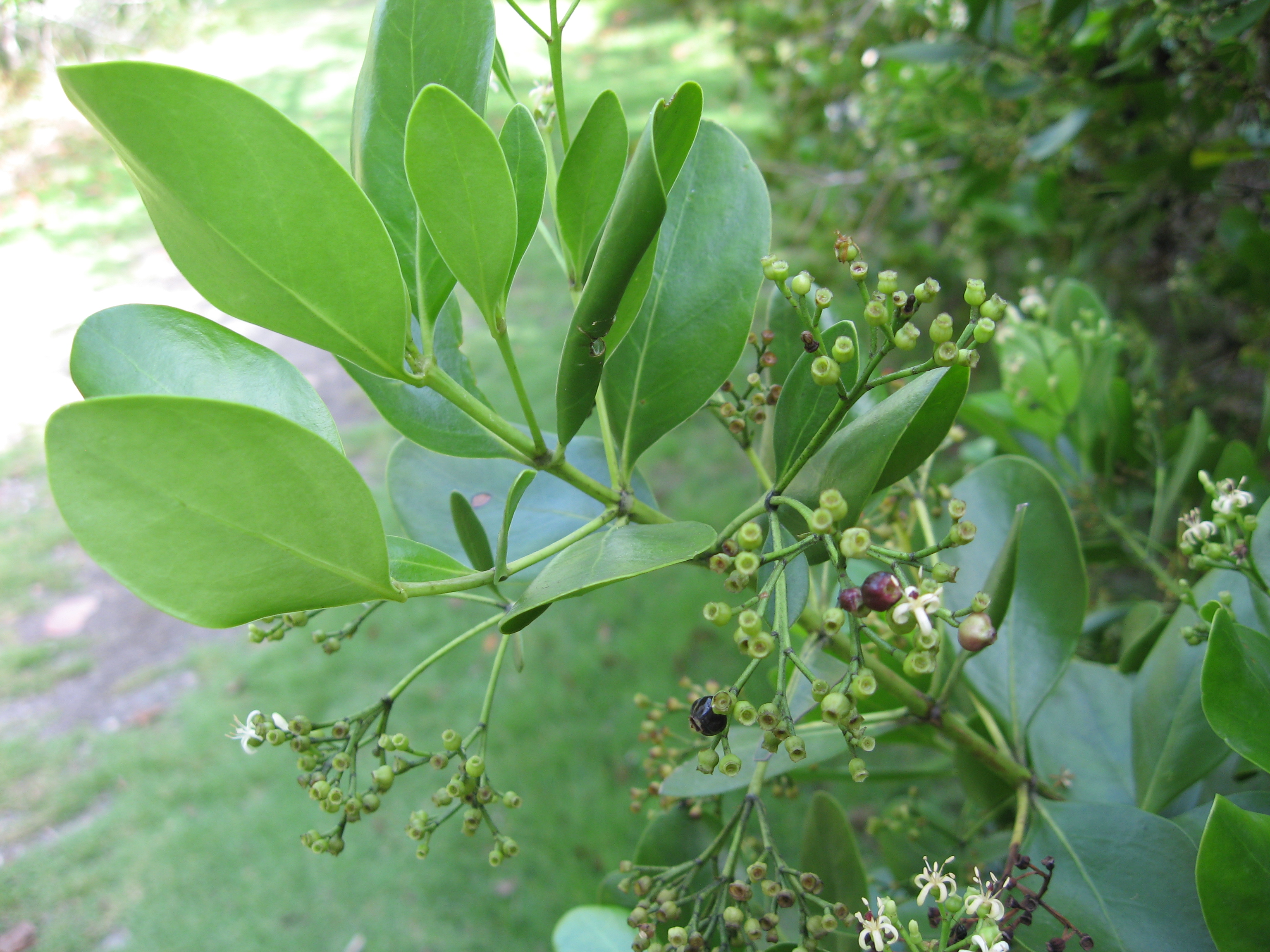